# Mamerthes tibialis
Mamerthes tibialis là một loài bướm đêm trong họ Noctuidae.